# Gijs Ronnes
Gijs Ronnes (Boxmeer, 10 de junio de 1977) es un deportista neerlandés que compitió en voleibol, en la modalidad de playa. Ganó una medalla de plata en el Campeonato Europeo de Vóley Playa de 2006.

## Palmarés internacional
| Campeonato Europeo | Campeonato Europeo     | Campeonato Europeo | Campeonato Europeo |
| Año                | Lugar                  | Medalla            | Pareja             |
| ------------------ | ---------------------- | ------------------ | ------------------ |
| 2006               | La Haya (Países Bajos) | Medalla de plata   | Jochem de Gruijter |